# Enriqueta Martí i Ripoll
Enriqueta Martí i Ripoll, coneguda popularment com la «vampira del carrer de Ponent», la «vampira del Raval» o la «vampira de Barcelona» (Sant Feliu de Llobregat, 2 de febrer de 1868 – Barcelona, 12 de maig de 1913) fou una segrestadora i suposada assassina en sèrie catalana.
Malgrat la tradició popular, investigacions actuals posen en dubte la suposada criminalitat d'Enriqueta i asseguren que en realitat era una persona amb trastorns mentals de la qual només es pot provar fefaentment el segrest d'una nena, Teresina Guitart.

## Biografia oficial o «Llegenda negra»
Enriqueta Martí i Ripoll va néixer a Sant Feliu de Llobregat, filla de Pau Martí i Pons i d'Eulàlia Ripoll i Pahisa. De molt jove es va traslladar des del seu Sant Feliu de Llobregat natal cap a Barcelona, on va treballar de minyona. Aviat, però, va començar a exercir la prostitució, tant a bordells com al port de Barcelona o el portal de Santa Madrona. El 5 de gener de 1895 es va casar amb un artista, un pintor anomenat Joan Pujaló. Segons Pujaló, el matrimoni va fracassar per l'afició d'Enriqueta Martí pels homes, el seu caràcter estrany, mentider, impredictible i les seves contínues visites a cases de mala vida. Tot i casada, no va deixar mai de freqüentar els ambients de prostitució ni el món de mal viure que l'envoltava. La parella es va reconciliar i es va separar unes sis vegades. En el moment de la detenció de l'Enriqueta –el 1912– feia més de cinc anys que el matrimoni vivia separat. No van tenir fills.
L'Enriqueta duia una doble vida. Durant el dia mendicava i demanava menjar a cases de caritat, convents i parròquies. Vestia parracs i de vegades duia agafada per la mà nens que feia passar pels seus fills. Posteriorment, els prostituïa o assassinava. No tenia cap necessitat de mendicar, ja que la seva doble feina de proxeneta i remeiera li donava prou diners per viure sense problemes. De nit es vestia amb robes sumptuoses, barrets i perruques, i voltava el Teatre del Liceu, el Casino de Rabassada i altres llocs on anava la classe benestant de Barcelona. És probable que en aquests llocs oferís els seus serveis com a proxeneta especialitzada en criatures. El 1909 va ser detinguda al seu pis del carrer Minerva de Barcelona, acusada de regentar un bordell on s'oferien els serveis sexuals de nens d'entre tres i catorze anys. Junt amb ella van detenir un jove d'una família benestant. Gràcies als contactes que tenia amb altes personalitats barcelonines –que contractaven els seus serveis com a proxeneta infantil– l'Enriqueta no va anar mai a judici per l'assumpte del bordell i el procés es va perdre en l'oblit judicial i burocràtic.
Alhora que feia de proxeneta de nens molt petits, també exercia la professió de remeiera. Els productes que usava per fabricar els remeis eren fets amb restes humanes de les criatures que matava, nens i nenes molt petits, de pit i fins a nou anys. Dels nens ho aprofitava tot: el greix, la sang, els cabells, els ossos (que sovint transformava en pols)... Per aquesta raó no tenia problemes per desfer-se dels cossos de les víctimes. Dels nens en quedaven quatre ossos mal comptats. Enriqueta Martí oferia els seus ungüents, pomades, filtres, cataplasmes i pocions, especialment per a curar la tuberculosi, tan temuda en aquella època, i tota mena de malalties que no tenien cura amb la medicina tradicional. Gent de classe alta pagava grans sumes de diners per aquests remeis.
Va segrestar un nombre indeterminat de criatures. En el moment de l'última detenció li van trobar al pis del barri del Raval, concretament al número 29, entresol primera, del carrer de Ponent (avui Joaquín Costa), i a diferents pisos de Barcelona on havia viscut, els ossos d'un total de dotze nens. Els forenses van tenir feina a destriar-los, ja que en quedaven pocs, i van aconseguir diferenciar-hi els de dotze nens i nenes. Enriqueta Martí és possiblement l'assassina en sèrie més mortífera que hi ha hagut mai a Catalunya. Si s'arribés a saber del cert quantes criatures va arribar a segrestar i matar, ben probablement la xifra es dispararia. És clar que feia molts anys que actuava a la ciutat de Barcelona perquè, en el saber popular, se sospitava que algú s'emportava els nens petits. N'hi ha molts i molts nens que havien desaparegut sense deixar rastre i hi havia un temor fundat entre la població.

### L'entresol primera del 29 del carrer de Ponent

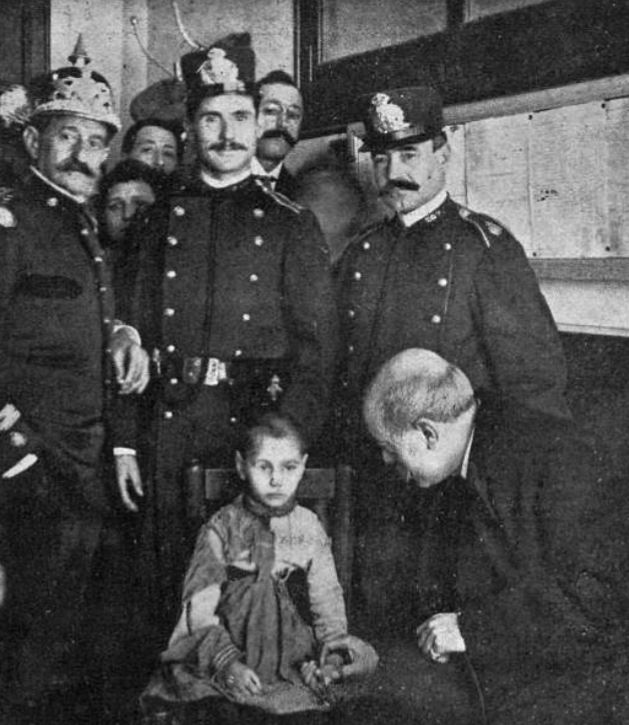
Teresina Guitart, després de ser retrobada, amb l'alcalde Joaquim Sostres

El 10 de febrer del 1912 va segrestar la seva última víctima, Teresa Guitart i Congost, nena coneguda com a Teresita. Durant dues setmanes tothom la va buscar per tot arreu. Aquest cop hi va haver una gran indignació popular, ja que es demostrava que el temor de la població era cert i que les autoritats havien estat molt passives amb aquest tema. Va ser una veïna, Clàudia Elias, qui va trobar la pista de la Teresita. El 17 de febrer va veure una nena amb els cabells rapats que mirava des d'un finestró del pati interior d'una escala. El pis era l'entresol primera del número 29 del carrer de Ponent. La senyora Elias no havia vist mai aquella nena. La petita jugava amb una altra criatura i, quan la veïna va aparèixer pel finestró, Clàudia Elias li va preguntar si aquella nena era també seva. La veïna era Enriqueta Martí, que va tancar la finestra sense dir-li res. Estranyada, Clàudia Elias ho va comentar al matalasser del mateix carrer Ponent, amb qui tenia amistat, i li va fer saber que sospitava que aquella nena era Teresita Guitart. Li ho feia sospitar també l'estranya vida que duia la veïna de l'entresol. El matalasser, també angoixat, va explicar a un agent municipal, José Asens, les sospites del que passava en el pis d'Enriqueta Martí. Aquest ho va fer saber al seu cap, el brigada Ribot. El 27 de febrer, amb l'excusa d'una denúncia per tinença de gallines al pis, el brigada Ribot i dos agents més van anar a buscar Enriqueta Martí, que era als safaretjos del carrer Ferlandina. Li van fer saber la denúncia i van dur Enriqueta Martí al seu pis. Ella es va mostrar sorpresa, però no va oposar cap resistència, probablement per no aixecar cap sospita. Hi van entrar els municipals i hi van trobar dues nenes al pis. Una era Teresita Guitart Congost i l'altra una nena anomenada Angelita. La Teresita va ser retornada als seus pares, després que hagués declarat. Va explicar com en un moment en què, distreta, es va allunyar de la seva mare, Enriqueta Martí se la va endur, agafada de la mà, mentre li prometia caramels, però, quan la Teresita va veure que se l'enduia massa lluny de casa, va voler marxar i l'Enriqueta la va cobrir amb un drap negre i la va agafar amb força fins que la va dur al seu pis. De seguida que hi van arribar, Enriqueta Martí li va tallar els cabells, li va canviar el nom pel de Felicidad i li va dir que ja no tenia pares i que ella era la seva nova mare, de manera que així l'anomenaria quan sortissin al carrer. Li donava mal menjar, patates i pa dur, no li pegava, però sí que la pessigava, i li prohibia sortir a finestres i balcons. Va declarar també que sovint les deixava soles a ella i a l'Angelita i que un dia es van aventurar a mirar a les habitacions que l'Enriqueta els havia prohibit entrar. En aquesta aventura van trobar un sac amb roba de nen plena de sang i un ganivet per escorxar també ple de sang. La Teresita mai no va sortir del pis durant el temps que va estar segrestada. La declaració de l'Angelita va ser més esfereïdora. Abans que la Teresita arribés a casa hi havia hagut un altre nen, d'uns cinc anys, anomenat Pepito. L'Angelita va declarar que va veure com la que ella anomenava mare, l'Enriqueta, l'havia mort a la taula de la cuina. L'Enriqueta no es va adonar que la nena ho havia vist i l'Angelita va córrer a amagar-se al llit i a fer-se l'adormida. La identitat de l'Angelita va ser més difícil de concretar per les vaguetats de les primeres declaracions d'Enriqueta Martí. La nena no sabia quins cognoms tenia i afirmava que l'Enriqueta li havia explicat que el seu pare es deia Joan. La segrestadora sostenia que era filla seva i de Joan Pujaló. El marit de l'Enriqueta es va personar davant del jutge per voluntat pròpia de seguida que va saber que havien detingut la seva dona, i va declarar que feia anys que no vivia amb ella, que no havien tingut fills i que no sabia d'on havia sortit la nena Angelita. Al final, Enriqueta Martí va declarar que l'havia agafat, nascuda de feia poc, d'una cunyada, a qui va fer creure que la nena havia mort quan va néixer.
Enriqueta Martí Ripoll va ser detinguda i ingressada a la presó de Reina Amàlia, institució enderrocada l'any 1936. És on ara hi ha la plaça Josep Maria Folch i Torres.
En una segona inspecció al pis, efectivament es va trobar el sac del qual parlaven les nenes, amb la roba de nen tacada de sang i el ganivet d'escorxar. També van trobar un altre sac amb roba bruta, però que tenia ossos humans de petites dimensions en el fons. N'hi havia uns trenta. Els ossos tenien marques d'haver estat exposats al foc. Trobaren també un saló sumptuosament decorat amb un armari amb bonics vestits de nena i nen. Aquest saló contrastava amb la resta del pis, que era d'una gran austeritat i pobresa i on pesava sempre una estranya mala olor. En una altra habitació tancada amb pany i clau van trobar l'horror que amagava Enriqueta Martí. A l'estança hi havia cap a una cinquantena de gerres, pots i palanganes amb restes humanes en conservació: greix fet mantega, sang coagulada, cabelleres de criatura, mans esqueletitzades, pols d'os, moll d'os... També pots amb les pocions, pomades i ungüents ja preparats per la seva venda. Seguint la inspecció, es van investigar dos pisos més on havia viscut Enriqueta Martí: un pis al carrer Tallers, un altre pis al carrer Picalqués, una caseta al carrer Jocs Florals, a Sants. En els dos pisos es van trobar emparedats en falses parets i sostres restes humanes de criatures. En el jardinet de la casa del carrer Jocs Florals van trobar la calavera d'un nen de tres anys i una sèrie d'ossos que corresponien a nens de tres, sis i vuit anys. Alguns ossos encara tenien peces de roba, com un mitjó pobrament sargit, la qual cosa donava a entendre que Enriqueta Martí tenia per costum segrestar nens de famílies molt pobres i d'escassos mitjans per buscar el fill desaparegut. Hi havia un tercer habitatge, a Sant Feliu de Llobregat, propietat de la família d'Enriqueta Martí, on també es van trobar restes de criatures en gerres i pots, i llibres de remeis. La casa pertanyia a la família Martí i era coneguda a la població pel sobrenom de Lindo, però estava tancada per la mala administració del pare d'Enriqueta Martí, segons el testimoni del marit, Joan Pujaló.
En el pis del carrer de Ponent també es van trobar coses curioses: un llibre molt antic amb tapes de pergamí, un llibre de notes on hi havia escrites en català receptes i pocions amb una cal·ligrafia molt elegant, un paquet de cartes i notes escrites en llenguatge xifrat i una llista amb noms de famílies i personalitats molt importants de Barcelona. Aquesta llista va ser molt polèmica, ja que entre la població es va creure que era la llista de clients rics de l'Enriqueta. La gent creia que no pagarien els seus crims de pederàstia o de compra de restes humanes per guarir la seva salut pel fet de ser gent rica. La policia va intentar que la llista no transcendís. Es va fer córrer que hi havia metges, polítics, empresaris, banquers. Les autoritats, que tenien la Setmana Tràgica molt present i amb temor que hi hagués un motí popular van calmar els ànims de la gent, fent que el diari ABC publiqués un article on s'explicava que a la famosa llista només hi havia noms de persones a qui Enriqueta Martí mendicava i que aquestes famílies i personalitats havien sigut estafades per les mentides i precs de l'assassina.

### Declaracions d'Enriqueta Martí. Testimonis
La van interrogar sobre la presència de Teresita Guitart a casa seva i va dir que l'havia trobada perduda i amb fam el dia abans a la ronda de Sant Pau. Clàudia Elias va desmentir això perquè l'havia vista a la casa molts dies abans de la detenció.
Enriqueta Martí va canviar el seu primer cognom per Marina. Amb aquest cognom es feia conèixer i llogava els pisos on gairebé sempre la feien fora per no pagar el lloguer. Durant les declaracions a la policia va confessar el veritable cognom, que va ser també corroborat pel testimoni del marit, Joan Pujaló.
També va ser interrogada per la presència d'ossos i altres restes humanes a més de les cremes, pocions, cataplasmes, pomades i botelles amb sang, preparades per vendre, que hi havia al pis, i pel ganivet d'escorxar. Li van fer saber que els ossos, segons els forenses, havien estat sotmesos a altes temperatures. És a dir: havien estat cremats o bullits per treure'n el moll. Enriqueta Martí va argüir primer que feia estudis d'anatomia humana. Pressionada pels interrogatoris va acabar confessant que era remeiera i utilitzava els nens com a matèria primera per fabricar els remeis. N'era una experta i sabia com confeccionar els millors remeis. Els seus preparats eren molt ben pagats per gent de bona posició social. En un moment de debilitat va suggerir que investiguessin els habitatges dels carrers Tallers, Picalqués, Jocs Florals i la casa de Sant Feliu de Llobregat. En aquell moment sembla que ja sabia que seria condemnada i va voler que els que es beneficiaven dels seus serveis com a alcavota per a pedòfils i com a remeiera tinguessin la mateixa sort. Tot i aquest moment de debilitat i d'ira per la sort que l'esperava, Enriqueta Martí no va dir ni un nom de cap dels seus clients.
Pel que fa al nen Pepito, li van preguntar on era. Va dir que ja no era amb ella, que se l'havia endut al camp perquè s'havia posat malalt. Repetia l'excusa que li havia donat a la veïna, Clàudia Elias, quan aquesta li va preguntar pel nen, estranyada de no veure'l ni sentir-lo. El Pepito havia arribat a ella perquè una família l'hi havia confiat perquè se'n fes càrrec. Sabien que exisistia el del petit tant pel testimoni de l'Angelita com pel de la veïna Clàudia Elias, que l'havia vist algun cop. El testimoni del seu assassinat donat per l'Angelita més les proves de la roba trobada al sac, el ganivet i algunes restes de greix fresc, sang i ossos van fer caure aquesta excusa. Aquelles restes eren les del Pepito. Tampoc no va poder justificar quina era la família que li havia confiat en Pepito, i va quedar clar que el petit era una altra criatura segrestada.
Una immigrant aragonesa d'Alcanyís la va reconèixer com a la segrestadora del seu fill de mesos, uns sis anys abans, el 1906. Enriqueta Martí, amb manyagueries i una extraordinària amabilitat amb la dona—esgotada i afamada per un viatge molt llarg des de la seva terra—, va aconseguir que li deixés la criatura. Amb una excusa enginyosa es va allunyar de la mare per, després, desaparèixer. La mare no va poder mai recuperar el fill ni tampoc va arribar a saber què en va fer Enriqueta Martí. És probable que l'utilitzés per fabricar remeis.
Va intentar fer passar l'Angelita per filla seva i de Joan Pujaló. Fins i tot havia ensenyat a la nena a dir que el seu pare es deia Joan, però la nena desconeixia completament quins eren els seus cognoms i no havia vist mai el seu suposat pare. Pujaló va negar que la nena fos seva, va dir que no l'havia vista mai i que Enriqueta Martí ja li havia mentit en el passat amb un fals embaràs i un fals part. Un examen mèdic va corroborar que Enriqueta Martí no havia parit mai. El testimoni final d'Enriqueta Martí va ser que l'Angelina era realment la filla que havia robat a la seva cunyada Maria Pujaló, a qui havia assistit en el part i a qui havia fet creure que la criatura havia mort. Així, realment Pujaló no era el pare de la nena sinó l'oncle patern.

### Empresonament i mort
Enriqueta, però, mai va arribar a judici pels seus crims. Un any i tres mesos després de la seva detenció, a la matinada el 12 de maig de 1913 va morir a la presó Reina Amàlia, estant el procés en contra seu encara en fase d'instrucció. Oficialment, va morir d'una llarga malaltia (segurament càncer d'úter), tot i que, segons la versió més popular, les seves companyes de presó la van matar en un dels patis de penal. La seva mort prematura no va donar oportunitat que en un judici se sabés tota la veritat i tots els secrets que amagava. Va ser enterrada amb tota discreció en la fossa comuna del Cementiri del Sud-oest, situat a la muntanya de Montjuïc de Barcelona.

## Investigacions recents
En el seu llibre Barcelona 1912 (publicat en 2014), l'escriptor barceloní Jordi Corominas va realitzar una exhaustiva investigació sobre la vida d'Enriqueta Martí. Repassant les cròniques periodístiques que es van publicar del cas a l'època, va advertir que molts cronistes incidien especialment en la informació escabrosa que es va publicar els primers dies, però prescindint de realitzar un posterior seguiment rigorós.
En paraules de Corominas: "Enriqueta no era una assassina sinó més aviat paradigma d'una Barcelona pobra i desesperada que era la que no acostumava a sortir als mitjans. […] Molts dels que van tornar a explicar el cas es van limitar a llegir les ressenyes d'aquests primers dies però van deixar d'investigar els últims rastres del relat."
Enriqueta Martí va ser en realitat una dona marcada per un fet que li va destrossar la vida, que segons Corominas va ser la mort d'un fill, amb tot just deu mesos, a causa de la malnutrició: "pertorbada per aquesta situació -conclou Corominas- va segrestar Tereseta". Potser per buscar-li una companyia a Angeleta, l'altra nena que ella cuidava, al pis que compartia amb l'avi. Però la seva no era una ment analítica ni criminal. Avui hagués rebut atenció psiquiàtrica".
La faceta d'Enriqueta Martí com a assassina serial, seria per Jordi Corominas part d'una llegenda negra infundada per tapar casos d'escàndols sexuals a menors realitzades per les classes altes de la societat i el rapte de nens amb fins medicinals que afligien a les classes altes de l'època.
En el seu llibre, Corominas explica que no es va demostrar l'existència dels "ungüents" que Enriqueta realitzava com a remeis medicinals. Pel que fa a les restes de sang trobades a casa seva, Enriqueta patia un càncer d'úter que li provocava hemorràgies vaginals. Per la seva banda, les restes òssies trobades al seu pis tampoc es van demostrar que fossin de nens recentment assassinats, segons Corominas van ser probablement extrets d'algun cementiri i utilitzats com a amulets màgics, i altres serien d'animals usats per a cuinar, gallines i ossos de porc.
La historiadora de l'art i escriptora Elsa Plaza també ha investigat la vida i personalitat d'Enriqueta més enllà de la seva llegenda popular com "assassina de nens". Segons Plaza, Enriqueta moriria de càncer d'úter a la Presó Reina Amàlia. Però no apallissada per les seves companyes de cel·la. Afegeix a més l'escriptora: "L'única cosa certa és que Enriqueta va segrestar Teresina per motius que mai coneixerem. El seu advocat va defensar que patia un trastorn per no poder ser mare. Teresina era la seva neboda i ella la cuidava. Pel que fa als ossos, es va demostrar que eren d'una persona d'uns 25 anys. Ella era remeiera i, en aquella època, es pensava que tenir determinats tipus d'ossos a casa portava sort."

## En la cultura popular
El 2010 es va estrenar el curtmetratge d'animació stop-motion Les bessones del carrer de Ponent dirigit per Anna Solanas i Marc Riba inspirat en la llegenda d'Enriqueta Martí.
El 2011 va estrenar-se un musical basat en la seva vida, La vampira del Raval, amb lletra de Josep Arias Velasco i música d'Albert Guinovart.
El director Ricard Reguant prepara per a la productora Fausto PC l'adaptació al cinema de la vida d'Enriqueta Martí, amb data d'estrena prevista per al 2012, amb guió de Miquel Àngel Parra i Ivan Ledesma.
Enriqueta Martí també va aparèixer a la sèrie de televisió espanyola El ministerio del tiempo, on va ser interpretada per l'actriu María Rodríguez.
El desembre de 2020 es va estrenar la pel·lícula La vampira de Barcelona, dirigida per Lluís Danés, a partir del guió coescrit per Lluís Arcarazo i María Jaén. L'estrena va tenir lloc durant el Festival Internacional de Cinema Fantàstic de Catalunya, on va guanyar el Premi del Públic.
La llegenda sobre Enriqueta Martí té connexions amb altres llegendes, com la llegenda de La Teia, una dona desimbolta que vivia a can Mallol i tenia el poder de convertir-se en gos per atacar el mas de Can Busquets i matar el vell de la casa convertida en gos, abans de desaparèixer per sempre.